# Старогермановский
Старогермановский — хутор в Гулькевичском районе Краснодарского края России. Входит в состав сельского поселения Союз Четырёх Хуторов.

## Население
| 2002 | 2010 |
| ---- | ---- |
| 103  | ↘37  |

## Улицы
- ул. Ленина,
- ул. Пролетарская[5].